# Coppa del mondo di triathlon del 1996
La Coppa del mondo di triathlon del 1996 (VI edizione)  è consistita in una serie di dieci gare.
Tra gli uomini ha vinto l'australiano Miles Stewart. Tra le donne si è aggiudicata la coppa del mondo per la seconda volta consecutiva l'australiana Emma Carney.

## Risultati

### Classifica generale

#### Élite Uomini
| Pos. | Nome             | Paese         |
| ---- | ---------------- | ------------- |
|      | Miles Stewart    | Australia     |
|      | Alexandre Manzan | Brasile       |
|      | Leandro Macedo   | Brasile       |
| 4    | Dmitriy Gaag     | Kazakistan    |
| 5    | Philippe Fattori | Francia       |
| 6    | Greg Bennett     | Australia     |
| 7    | Simon Lessing    | Regno Unito   |
| 8    | Ralf Eggert      | Germania      |
| 9    | Chris McCormack  | Australia     |
| 10   | Paul Amey        | Nuova Zelanda |

#### Élite donne
| Pos. | Nome                 | Paese         |
| ---- | -------------------- | ------------- |
|      | Emma Carney          | Australia     |
|      | Carol Montgomery     | Canada        |
|      | Jackie Gallagher     | Australia     |
| 4    | Nicole Andronicus    | Australia     |
| 5    | Rina Hill            | Australia     |
| 6    | Gail Laurence        | Stati Uniti   |
| 7    | Sarah Harrow         | Nuova Zelanda |
| 8    | Sabine Graf-Westhoff | Germania      |
| 9    | Jenny Rose           | Nuova Zelanda |
| 10   | Sharon Donnelly      | Canada        |

### La serie
Ishigaki - Giappone 
12 maggio 1996
| Pos. | Uomini           | Uomini    | Uomini   | Donne              | Donne     | Donne    |
| Pos. | Atleta           | Paese     | Tempo    | Atleta             | Paese     | Tempo    |
| ---- | ---------------- | --------- | -------- | ------------------ | --------- | -------- |
|      | Miles Stewart    | Australia | 01:50:28 | Emma Carney        | Australia | 02:01:00 |
|      | Alexandre Manzan | Brasile   | 01:50:41 | Jackie Gallagher   | Australia | 02:03:39 |
|      | Leandro Macedo   | Brasile   | 01:51:10 | Rina Bradshaw-Hill | Australia | 02:05:17 |

Gamagōri - Giappone 
19 maggio 1996
| Pos. | Uomini           | Uomini      | Uomini   | Donne            | Donne     | Donne    |
| Pos. | Atleta           | Paese       | Tempo    | Atleta           | Paese     | Tempo    |
| ---- | ---------------- | ----------- | -------- | ---------------- | --------- | -------- |
|      | Alexandre Manzan | Brasile     | 01:45:00 | Emma Carney      | Australia | 01:57:54 |
|      | Leandro Macedo   | Brasile     | 01:45:00 | Rina Hill        | Australia | 01:58:05 |
|      | Paul Amey        | Regno Unito | 01:45:41 | Carol Montgomery | Canada    | 01:58:43 |

Parigi - Francia 
10 giugno 1996
| Pos. | Uomini          | Uomini   | Uomini   | Donne       | Donne         | Donne    |
| Pos. | Atleta          | Paese    | Tempo    | Atleta      | Paese         | Tempo    |
| ---- | --------------- | -------- | -------- | ----------- | ------------- | -------- |
|      | Olivier Marceau | Svizzera | 01:00:32 | Emma Carney | Australia     | 01:06:23 |
|      | Stephane Poulat | Francia  | 01:00:37 | Jenny Rose  | Nuova Zelanda | 01:07:24 |
|      | Leandro Macedo  | Brasile  | 01:00:49 | Rachel Horn | Regno Unito   | 01:07:14 |

Drummondville - Canada 
23 giugno 1996
| Pos. | Uomini          | Uomini      | Uomini   | Donne            | Donne     | Donne    |
| Pos. | Atleta          | Paese       | Tempo    | Atleta           | Paese     | Tempo    |
| ---- | --------------- | ----------- | -------- | ---------------- | --------- | -------- |
|      | Chris Mccormack | Australia   | 01:46:01 | Emma Carney      | Australia | 01:57:55 |
|      | Stefan Vuckovic | Germania    | 01:46:24 | Carol Montgomery | Canada    | 01:58:28 |
|      | Nick Radkewich  | Stati Uniti | 01:46:40 | Jackie Gallagher | Australia | 01:59:28 |

Hamilton - Bermuda 
30 giugno 1996
| Pos. | Uomini       | Uomini      | Uomini   | Donne                | Donne       | Donne    |
| Pos. | Atleta       | Paese       | Tempo    | Atleta               | Paese       | Tempo    |
| ---- | ------------ | ----------- | -------- | -------------------- | ----------- | -------- |
|      | Dmitriy Gaag | Kazakistan  | 01:39:42 | Emma Carney          | Australia   | 01:49:34 |
|      | Paul Amey    | Regno Unito | 01:39:54 | Gail Laurence        | Stati Uniti | 01:52:28 |
|      | Ralf Eggert  | Germania    | 01:40:03 | Sabine Graf-Westhoff | Germania    | 01:52:42 |

Ilhéus - Brasile 
21 settembre 1996
| Pos. | Uomini           | Uomini     | Uomini   | Donne             | Donne       | Donne    |
| Pos. | Atleta           | Paese      | Tempo    | Atleta            | Paese       | Tempo    |
| ---- | ---------------- | ---------- | -------- | ----------------- | ----------- | -------- |
|      | Alexandre Manzan | Brasile    | 01:54:17 | Carol Montgomery  | Canada      | 02:06:32 |
|      | Philippe Fattori | Francia    | 01:55:01 | Nicole Andronicus | Australia   | 02:07:33 |
|      | Dmitriy Gaag     | Kazakistan | 01:55:12 | Gail Laurence     | Stati Uniti | 02:08:06 |

Rio de Janeiro - Brasile 
28 settembre 1996
| Pos. | Uomini           | Uomini     | Uomini   | Donne              | Donne     | Donne    |
| Pos. | Atleta           | Paese      | Tempo    | Atleta             | Paese     | Tempo    |
| ---- | ---------------- | ---------- | -------- | ------------------ | --------- | -------- |
|      | Philippe Fattori | Francia    | 01:45:04 | Carol Montgomery   | Canada    | 01:56:23 |
|      | Alexandre Manzan | Brasile    | 01:45:09 | Nicole Andronicus  | Australia | 01:57:08 |
|      | Dmitriy Gaag     | Kazakistan | 01:45:26 | Maria Jose Moreira | Brasile   | 01:57:50 |

Auckland - Nuova Zelanda 
13 ottobre 1996
| Pos. | Uomini        | Uomini        | Uomini   | Donne         | Donne         | Donne    |
| Pos. | Atleta        | Paese         | Tempo    | Atleta        | Paese         | Tempo    |
| ---- | ------------- | ------------- | -------- | ------------- | ------------- | -------- |
|      | Miles Stewart | Australia     | 01:53:45 | Emma Carney   | Australia     | 02:03:19 |
|      | Jamie Hunt    | Nuova Zelanda | 01:54:05 | Sarah Harrow  | Nuova Zelanda | 02:06:12 |
|      | Hamish Carter | Nuova Zelanda | 01:54:25 | Gail Laurence | Stati Uniti   | 02:06:37 |

Sydney - Australia 
20 ottobre 1996
| Pos. | Uomini        | Uomini      | Uomini   | Donne            | Donne       | Donne    |
| Pos. | Atleta        | Paese       | Tempo    | Atleta           | Paese       | Tempo    |
| ---- | ------------- | ----------- | -------- | ---------------- | ----------- | -------- |
|      | Miles Stewart | Australia   | 01:46:54 | Emma Carney      | Australia   | 01:58:15 |
|      | Craig Walton  | Australia   | 01:47:33 | Jackie Gallagher | Australia   | 02:00:21 |
|      | Greg Bennett  | Stati Uniti | 01:48:27 | Wieke Hoogzaad   | Paesi Bassi | 02:01:59 |

Noosa - Australia 
3 novembre 1996
| Pos. | Uomini        | Uomini      | Uomini   | Donne              | Donne     | Donne    |
| Pos. | Atleta        | Paese       | Tempo    | Atleta             | Paese     | Tempo    |
| ---- | ------------- | ----------- | -------- | ------------------ | --------- | -------- |
|      | Miles Stewart | Australia   | 01:46:12 | Carol Montgomery   | Canada    | 01:58:42 |
|      | Greg Bennett  | Stati Uniti | 01:46:52 | Rina Bradshaw-Hill | Australia | 01:59:05 |
|      | Craig Walton  | Australia   | 01:47:08 | Jackie Gallagher   | Australia | 02:00:20 |